# Онгуты
Oнгу́ты (монг. онгуд, онход) — монгольское племя, вошедшее в империю Чингисхана в начале XIII века.

## Этноним
Название онгуд исходит из китайского слова ван (王wang), которое подразумевает титул, который также имел глава хранителей границ. Слово это в монгольском языке превратилось в онг (оng), к которому был присоединен аффикс множественного числа -ууд (-ud), так образовалось название онгуд.

## Происхождение
Онгуты являются потомками юэбань (ответвления хунну), которые после смешения с тюрками образовали род шато. Племя онгуд было образовано в результате смешения шато с монгольскими племенами. Согласно «Сборнику летописей», онгуты входили в число народов, «которые не столь давно получили имя монголов». По данным монгольского летописца Санан-Сэцэна, онгуты во времена Чингисхана были в составе су-монголов (татар).
Согласно Л. Н. Гумилёву, онгуты — тюркское племя, которое обитало вдоль Великой Китайской стены, в городах Иньшаня, и служило маньчжурским (чжурчжэньским) императорам династии Цзинь в качестве пограничной стражи.

## История
В китайских источниках онгутов называли также белыми татарами (монг. цагаан татар). При этом отмечается, что многие онгуты исповедовали несторианство.
С уходом тюрок на запад после падения их господства на монгольской земле люди, охранявшие государственные границы, остались на прежнем месте своего проживания, то есть в северо-восточной части за Китайской стеной. Примерно в X—XI вв. они стали вассалами Киданьского государства. Оставшаяся часть тюрок проживала с монголами в течение веков, они омонголились и образовали племя онгуд. В конце XII в. их насчитывалось примерно 4000 семей, из которых часть оказалась под властью джурчитского (чжурчжэньского) государства Алтан (зөрчидийн Алтан улс), охраняла крепость Утасун и некоторое время была ответственна за охрану государственной границы от кереитов, найманов и хамаг-монголов.

### Онгуты в составе Монгольского государства
В начале XIII в. онгуты последовали за Чингисханом и помогли ему в войне с джурчитским государством. При образовании Великого Монгольского государства онгутами были созданы четыре мингана. С тех пор онгутские правители и нойоны стали брать в жены из золотого рода чингизидов, а монгольские ханы и нойоны имели родственные связи с онгутами. Со временем онгуты в результате военных смут в XIII в. и других обстоятельств рассеялись по разным местам и перестали существовать как самостоятельное племя, сохранив только свое название.

### Онгуты в Средней Азии
В составе монгольской армии в XIII в. онгуты расположились на территории Средней Азии. Со временем, включались в состав местных народов. На данный момент в составе казахов проживают унгуты (ветвь рода жаппас племени байулы в составе Младшего жуза) в Кызылординской области. В 1930 году с Кызылорды 40 семей переехало в село Куянда. К числу возможных потомков онгутов также причисляют уаков (племя в составе Среднего жуза). В XV—XVI вв. онгуты определены в составе дешти-кипчакских узбекских племён. Онгуты в прошлом в основном занимались животноводством, после в XVI—XVII вв. постоянно переходили на оседлый образ жизни, занимались земледелием и включались в состав узбекского народа.

### Онгуты среди башкир
Среди башкир известно племя ун, проживающее на территории Башкортостана и Оренбургской области. Предположительно, они являются потомками онгутов, пришедших сюда во времена монгольского нашествия в XIII веке.

## Онгуты в составе Монгольских народов
В целом список родов в Монголии, имеющих онгутские корни имеет следующий вид: онгуд, онход, үхэр онход, мэргэд онход, өрлүүд онход, онхолиг, онгуд тайж нар, улаар онгуд, хонин онход.
Ныне роды онгуд, онход, үхэр онход, мэргэд онход, өрлүүд онход, онхолиг зафиксированы в сомонах Баян-Уул, Тэс, Баянхайрхан, Отгон Завханского аймака; сомоне Чандмань Кобдоского аймака; сомонах Эрдэнэбулган, Улаан-Уул, Чандмань-Өндөр, Алаг-Эрдэнэ, Баянзүрх, Цагаан-Уул, Цэцэрлэг, Арбулаг, Бүрэнтогтох, Түнэл, Төмөрбулаг, Тосонцэнгэл, Их-Уул, Рашаант, Галт, Жаргалант Хубсугульского аймака; сомонах Цэцэрлэг и Жаргалант Архангайского аймака; сомонах Дашбалбар и Баянтумэн Восточного аймака; сомонах Мөнххаан и Эрдэнэцагаан Сүхбаатарского аймака.
В сомоне Хутаг-Өндөр Булганского аймака также есть род онгуд тайж нар (онгуты-тайджи). Наличие данного рода позволяет сказать, что там проживало много онгутов, ибо словосочетание онгуд тайж нар (онгуты-тайджи) означает «тайджи, управляющие онгутами». Однако сами тайджи не были онгутами, так как все халхаские тайджи относились к роду борджигин. В сомоне Цэцэрлэг Архангайского аймака зарегистрирован род улаар онгуд, в название которого входит название птицы. В некоторых местностях Монголии горную индейку называют улар и улыр. Наличие этого названия в онгутских родах исходит из того, что некоторые онгуты имели тотем улар. Представители рода хонин онход преимущественно проживают на территории аймака Хувсгел.

### Онгуты в составе бурят
В XVII в. онгуты, поселившись среди хоринских, селенгинских и тункинских бурят, образовали свой род. В русской литературе их именуют в основном онхотами. Потомками онгутов являются роды, встречающиеся среди следующих этнических групп бурят: селенгинских (онгод, онход), балаганских и идинских (род онхотой), ольхонских (род онходой-шоно), тункинских и окинских бурят (род онход), булагатов (род онхотой), эхиритов (род онходой-шоно), хори-бурят (в составе родов галзууд и харгана — хухур (ветвь, подрод) онход, в составе рода хуасай — хухур онгор (онгоодор)), табангутов (род онгод (онход)), сонголов (род онгод), хамниган (роды онход, онхолиг, онкор), сойотов (род онход).

### Онгуты в составе других монгольских народов
Кроме халха-монголов потомки онгутов вошли в состав следующих народов: дархатов (род онход), урянхайцев (род онгуда (онход)), хотогойтов (роды онход, хонин онход, үхэр онход), басигитов, субэтноса мингатов (род онход), хазарейцев (племя онгут).
Во Внутренней Монголии онгуты рассеялись среди харчинов. Потомки онгутов отмечены среди тумэтов (род энгуд). По мнению Г. Е. Грум-Гржимайло, потомками онгутов являются оннюты (онниуд, оннигуд), проживающие во Внутренней Монголии на территории хошуна Оннюд-Ци, а также в составе халха-монголов (род онниуд), хотогойтов (род огниуд) в Монголии и калмыков-дербетов (род онгнют).

### Родовые фамилии
В Монголии проживают носители следующих родовых фамилий: их онгууд, онгуд, онгуд тайж, онгуд тайж нар, онгууд, онгууд тайж, онгууд тайжууд, онгуут, онгад, онгат, бажин онход, бажинд онход, дархан онход, огниуд, онгод, онгодой, онгодууд, онгоод, онгоодой, онгот, онниуд, онход, онход боржигон, онходой, онходууд, онхолиг, онхоод, онхот, онхуд, онхудай, онхууд, онхуут, улаар онход, үхэр онход, хонин онход, хөх онход, энгүд, энгүүд.